# Ryōko Yano
Ryōko Yano (矢野良子?, Yano Ryōko; Tokushima, 20 dicembre 1978) è un'ex cestista giapponese.

## Carriera
Con il Giappone ha disputato i Giochi olimpici di Atene 2004 e i Campionati del mondo del 2002.